# 雅羅斯拉夫·涅哥達
雅羅斯拉夫·涅哥達（波蘭語：Jarosław Niezgoda，1995年3月15日—）是波蘭的一位足球運動員。他現在被波蘭足球甲級聯賽球隊華沙萊吉亞外借至羅切霍茹夫，在場上的位置是前鋒。他也代表波蘭U21國家隊參賽，並參加了2017年歐洲U21足球錦標賽。

## 外部連結
- Soccerway資料庫：雅羅斯拉夫·涅哥達
- 90minut.pl网站上雅羅斯拉夫·涅哥達的资料（波兰語）